# Agencia nacional de comunicación
L'Agence nationale de communication (ANC), dont l'édition est à la charge de l'Union des travailleurs de presse de Buenos Aires (UTPBA), est un média de communication politique produit par des journalistes argentins depuis mai 1990.
- Coordination : Héctor Corti ;
- rédaction : Jorge Avila, Gustavo Vargas, Sergio Torres, Marcelo López et Leandro Rivas.
- Responsable de l'aire de communication de l'UTPBA et du réseau des réseaux de journalistes d'Argentine : Héctor Sosa ;
- Coordinateurs pour l'intérieur du pays (Argentine) : Héctor López Torres et Jorge de Diago.